# Arrondissement Caen
Caen is een arrondissement van het Franse departement Calvados in de regio Normandië. De onderprefectuur is Caen.

## Kantons

### Voormalige samenstelling
Tot 22 maart 2015 was het arrondissement is samengesteld uit de volgende kantons:
- Kanton Bourguébus
- Kanton Bretteville-sur-Laize
- Kanton Cabourg
- Kanton Caen-1
- Kanton Caen-2
- Kanton Caen-3
- Kanton Caen-4
- Kanton Caen-5
- Kanton Caen-6
- Kanton Caen-7
- Kanton Caen-8
- Kanton Caen-9
- Kanton Caen-10
- Kanton Creully
- Kanton Douvres-la-Délivrande
- Kanton Évrecy
- Kanton Falaise-Nord
- Kanton Falaise-Sud
- Kanton Hérouville-Saint-Clair
- Kanton Morteaux-Coulibœuf
- Kanton Ouistreham
- Kanton Thury-Harcourt
- Kanton Tilly-sur-Seulles
- Kanton Troarn
- Kanton Villers-Bocage

### Huidige samenstelling
Na de herindeling van de kantons in maart 2015 is de samenstelling als volgt:
- Kanton Cabourg (deels)  ( 11/34 )
- Kanton Caen-1
- Kanton Caen-2
- Kanton Caen-3
- Kanton Caen-4
- Kanton Caen-5
- Kanton Condé-en-Normandie (deels) ( 2/11 )
- Kanton Courseulles-sur-Mer (deels)  ( 12/22 )
- Kanton Évrecy
- Kanton Falaise
- Kanton Hérouville-Saint-Clair
- Kanton Le Hom, tot 2021: Thury-Harcourt
- Kanton Ifs
- Kanton Livarot-Pays-d'Auge (deels)  ( 1/12 )
- Kanton Mézidon Vallée d'Auge (deels)  ( 1/39 )
- Kanton Les Monts d'Aunay (deels) ( 22/49 )
- Kanton Ouistreham
- Kanton Thue et Mue (deels)  ( 8/26 )
- Kanton Troarn (deels)  ( 21/24 )